# Vaccarizzo Albanese
Vaccarizzo Albanese é uma comuna italiana da região da Calábria, província de Cosenza, com cerca de 1.326 habitantes. Estende-se por uma área de 8 km², tendo uma densidade populacional de 166 hab/km². Faz fronteira com Acri, San Cosmo Albanese, San Giorgio Albanese.

## Demografia
| Variação demográfica do município entre 1861 e 2011                               |
|                                                                                   |
| Fonte: Istituto Nazionale di Statistica (ISTAT) - Elaboração gráfica da Wikipedia |